# Хасторфова и Кантрилова студија перцепције
Хасторфова и Кантрилова студија перцепције представља класичну студију коју су 1954. године објавили Алберт Хасторф и Хедли Кантрил. Студија је показала да су навијачки односи на гледање америчке фудбалске игре повезани са личним ставовима о томе шта сматрају за кривичне прекршаје на терену. Док је овај налаз био широко цитиран као доказ за постојање несвесног, то није била оригинална сврха студија. Њихова истраживања су показала да су, без обзира на коришћење експерименталних метода са циљем да елеминишу намерну пристрастност гледалаца, перцепције навијача и даље биле системски искривљене у корист њихових омиљених тимова. Треба додати да су налажења претпоставила не само да су учесници били несвесни да су доносили пристрасне судове, али такође да су рационализовали своју праву перцепцију са разлозима који су потврдили пристрастност њихових ставова. Сврха истраживања била је разматрати и утврдити да ли је могуће да лично конструисани ставови утичу на тачност исказа.

## Теорија шеме
Дуго је било прихваћено да у присуству догађаја особа не делује као пасиван посматрач који снима као видео камера. Уместо тога она мора активно процесирати и бирати информације од свих стимулуса који их окружују. Један од најутицајнијих теорија за овај активни аспект памћења и когниције је била теорија шеме. У свом генеричком облику, теорија шема постулира четири главна процеса који се користе да се селектују релевантне информације и унапреди постојеће знање. Ово обухвата процесе: селекције, апстракције, трајања радње и интеграције. Ови принципи спознаје зависе од инвидуалне личне шеме, околности које преовлађују у време истраживања и дужине интервала разматрања догађаја и заједно се зову „констурктивно преносиви процеси”.
За већину свакодневних намена тај систем памћења/спознаје је еволуирао да служи као компромис између готовог разумевања и непрецизности. На пример, детаљи конверзације, прецизан след догађаја, тачна форма објеката итд. су сви већином сувишни за функционалне потребе свакодневног живота. Међутим, за сведоке неког догађаја упамтити такав компромис може представљати битан проблем, јер је објективност за сведоке битна. Истраживања у другим доменима, као што су прозно разумевање рада већ се дуго сугерише да је лично конструисане убеђења могу имати снажне ефекте на начине на који људи схватају приче или перципирају друге људе и могу дакле бити битне за сведоке. Онда је можда изненађујуће то да је спроведено мало истраживања са сведоцима која истражују границе докле перцепција и меморија могу бити поремећени личним ставовима појединца.

## Студија случаја: Видели су игру
Дана 23. новембра 1951. године одиграла се последња утакмица у фудбалској сезони између Дартмаута и Принстона на Принстоновом Палмер стадиону. Неколико минута након првог ударца, било је очигледно да ће утакмица бити тешка. У другој четвртини, звезда Принстона, Казмајер је напустио терен са сломљеним носем. У трећој четвртини, Дартмаутов играч је изнесен са терена са сломљеном ногом. Утакмица је била врло груба и отпужбе су летеле на све стране. Постала је брига играча, студената, тренера и административних служебеника ових институција, као и публике.
На пример, 27. новембра, четири дана након утакмице, Дејли Принстон, студентске новине Принстона, писале су:
Тај посматрач никада није видео тако одвратну изложбу названу „спортом”. Оба тима су крива, али кривица мора бити постављена на Дартмаутовом прагу. Ако посматрамо ситуацију рационално, не видимо зашто индијанци треба намерно да покушају да оштете Дика Казмајера или било ког другог играча Принстона.
Дартмаутова психологија, међутим, није сама рационална. Дана 30. новембра, у издању Принстон Алумни недељника је писало:
Али нека сећања на оно што се десило се неће лако избрисати. У књигу рекорда ће се на неизбирљив начин појавити чињеница да је последња утакмица у каријери Дика Казмајера прекинута за више од пола када је био исцрпљен са сломљеним носем и благим потресом мозга, који су се суздржавали од обарања на земљу наког што је он бацио лопту.
Настала је велика дискусија о томе шта се заиста десило на утакмици. Због тога су Алберт Хасторф и Хедчли Кантрил одлучили да од овог догађаја направе студију случаја.

## Студија са студентима два универзитета
Истраживање Алберта Хасторфа (са Дартмаут колеџа) и Хедлија Кантрила (са Принстон универзитета) одржано је педесетих година прошлог века, након поменуте утакмице. У овој раној студији, америчка фудбалска утакмица између Дартмаута и Принстона приказана је студентима са два колеџа. Игра је била вредна пажње зато што је била претерано насилна јер је Принстонов главни играч морао да напусти рано утакмицу због потреса мозга и сломљеног носа. Уз то, игра је била изузетно вредна гледања јер је то био финални меч за тимове, али због њене прекомерне грубости, привукла је пажњу целе нације. Хастроф и Кантрил су затражили од својих ученика да забележе прекршаје играча док су гледали су снимак игре и да сваки пут изјаве да ли су сматрали неправедне (претеране) или благе.
Када су студенти Принстона погледали филм игре, видели су како Дартмаутов тим прави готово дупло више прекршаја него што је њихов сопствени тим направио и они су забележили да је Дартмаут тим направио готово дупло више прекршаја, него што су то видели Дартмаутови студенти. Када су Принстон студенти могли да пресуде овим прекрсакршакјима као „неправедним” или „благим”, однос је био око 2 „неправедна” на један „благи” за Дартмаутов тим и један „неправедан” на три „блага” за Принстонов тим.
Када су студенти Дартмаута погледали филм игре, видели су да оба тима праве приближно исти број прекршаја и видели су да је њихов тим направио само пола прекршаја који су студенти Принстона видели. Однос између „неправеданих” и „благих” прекршаја је био један на један када су Дартмаутови студенти судили Дартмаут тиму и око један „неправедан” на два „блага” када су ученици из Дартмаута судили о прекршајима Принстоновог тима.

## Интерпретација: Природа друштвеног догађаја
Чини се јасним да је игра заправо била много различитих игара и да је свака верзија догађаја која се појавила била „права” одређеној особи. Разматрање искуствених појава које представљају фудбалску игру за посматрача помогли су Хасторфу и Катрилу да објасне добијене резултате и да илуструју нешто од природе било каквог друштвеног догађаја.
Као и свака друга сложена друштвена појава, фудбалска игра се састоји од читавог броја догађаја. Многи различити догађаји се истовремено дешавају. Штавише, свако дешавање је веза у ланцу догађаја, тако да се следи следећи у секвенци. "Фудбалска утакмица", као и друге сложене друштвене ситуације, састоји се од целе матрице догађаја. У ситуацији игре, ова матрица догађаја се састоји од акција свих играча, заједно са понашањем судија и линијских играча, акција на маргинама, у трибинама, преко гласног звучника итд. 
Иако су нејасни и приближан и слични, ови резултати и даље пружају моћни доказ у корист субјективних утицаја вишег реда, као што су припадност тиму или партнерство. Хасторф и Кантрил тумаче налазе као демонстрацију да, иако је само једна утакмица објективно приказана, да су уочене разне игре са различитим резултатима од стране посматрача — од којих се сваком од њих њихова перцепција чини истинита и неизврнуте представа стварног догађаја.
Међутим, експеримент није био довољно детаљно спроведен да би могло да се тврди да је перцепција студената заиста поремећена несвесно. Заправо, постоје добри разлози за то да се то сматра да су студенти били свесно великодушни када су пресуђивали прекршаје сопственом тиму и обратно, сурово када су процењивали прекрашаје оног другог тима.
Прво, у виду историјске озлоглашености о мечу и последицама по част ових универзитета, непристрасно доношење одлука ученика је сумњиво. Друго, упутства за снимање прекршаја су била нејасна, без претходног дефинисања шта је благ, а шта груб прекршај. Треће, нису издате директне инструкције за објективност, нису ефикасно ставили никаква ограничења на намерно одлучивање учесника. Четврто, испитаници су тестирани у групама састављеним само од других колега са истог колеџа, што је можда резултирало ефектима притиска на опште сагласности на појединачне одлуке.
Узимајући све потешкоће у обзир, преузете су 3 промене да сузе почетну процедуру и учине ову студију релевантну за Британско друштво. Први, континуирани филм игре промењен је у више серија одломака који захтевају од учесника да донесе судијску одлуку након сваке пуштене секвенце (чак иако би притом рекли да нису видели никакве прекршаје) и да би задржали компатибилност са стимулативним материјалом из 1954, користили су снимке фудбала насупрот америчког фудбала.

### Метод
Да би додатно повећали учестаност одговора учесника упита, релевантност материјала и природа теста је промењена. Победа у тој утакмици није била толико пресудна за тимове и тиме су намеравали да повећају објективност екперимента и смање пристрастност.
Четрдесет и три студента са факултета у Лондону, Енглеске и по 40 студената из колеџа из Абердина, Шкотске су учествовали у испитивању. Сви учесници су били између 17 и 19 година. За сваког учесника узете су 2 мере: (1) тенденција да се одлучи против једне екипе у односу на другу у улози судије (зависна варијабла), (2) ниво подршке у фудбалу за Енглеску или Шкотску (независна варијабла).

### Оцењивање перцепције
Сваки одломак трајао јe измeђу 10 и 25 сeкунди и кулминирао инцидeнтe на тeрeну који укључују најмањe два противничка играча. Док сe лактају, ударају рамeнима или падају на зeмљу. Од 25 одломака, у стварности јe 10 било прeсуђeно у корист Енглeскe, 10 у корист Шкотскe и 5 гдe судија нијe интeрвeнисао. Затим јe прeнос стопиран сваки пут прe прeсудe судија и испитаници су имали 5 сeкунди да оцeнe прeсуду у улози судијe са 7 акција: жути картон за Енглeску, црвeни картон за Енглeску, пeнал за Енглeску, нијe било акцијe и свe то исто за Шкотску. Други критeријум оцeњивања јe био од 1 до 9 и односило сe на то колико су оцeњивачи уопштe заинтeрeсовани као навијачи и ишли су од ватрeног Енглeског навијача, прeко нијeдног, до ватрeног Шкотског навијача. У наставку тeкста слeдe табeлe са рeзултатима тeстова који су студeнти попуњавали.
| Одлуке у корист | Енглеске | Неутрални | Шкотске |
| Шкотска         | 3        | 8         | 17      |
| Нису Навијачи   | 9        | 6         | 10      |
| Енглеска        | 19       | 8         | 3       |

Затим су спровели још три студије по следећим критеријумима:
1. Мера силе која је виђена у игри, се мери по 5 категорија од „присилно али фер” до „понекад насилна и прљава игра”
2. Приписивање одговорности за неспортске радње, скала од 7 нивоа која мери неправедност у скали иде од „углавном је одговорна Шкоткса”, преко једнако одговорне до „углавном одговорна Енглеска”
3. Баланс презентације филма се односи на то колико је камера објективно приказала утакмицу и креће се од „веома наклоњена према Шкотској” до „веома наклоњена према Енглеској”

### Хи-квадратна анализа
Главни циљ овог експеримента је да се утврди да ли постоји веза обавезе учесника или на други начин тимовима и њиховхм одговарајућих перцепција утакмице. Специфицно питање је да учесници одговоре када доношење одлука судије показује доказ пристрасности. Да би истражили ово, тада је извршена хи-квадратна анализа која је тестирала однос између памћема учесника групе као и тимско залагање и њихове свеукупне перформансе на решавању задатка.
Учесници су касније доносили одлуке на основу њихових првих 25 одлука да би добили комплетан збир одлука. Ово је омугућило да се одреди да релативно већи број испитаника подржава Енглеску, док релативно мањи број испитаника подржава Шкотску. Услед тимског залагања испитаници су подељени у три групе:
- потпуна подршка Енглеске
- испитаници подељеног или неудлучног мишљења
- испитаници са потпуном подршком Енглеске.

Овом хи-квадратном анализом утврђен је ниво пружања подршке испитаника и њихове перформансе при решавању задатака. Аналогно томе, утврђено је да испитаници не пружају подршку тиму који има боље перформансе, тј. способности, већ и по свом самосталном одлучивању.

## Закључак
Након свега горе наведеног, налази истраживања који су спровели Хасторфов и Кантрил и указују на то да лична тумачења екстра стимулатива може имати потенцијално негативне ефекте на тачност меморије. Кроз више огледа у различитим условима потврдили су да је таква обрада очигледно несвесна у својој акцији и да изазива потенцијално штетне и озбиљне аспекте на тачност меморије догађаја.